# Idiocerus bipunctatus
Idiocerus bipunctatus är en insektsart som beskrevs av Lindberg 1925. Idiocerus bipunctatus ingår i släktet Idiocerus och familjen dvärgstritar. Inga underarter finns listade i Catalogue of Life.